# روتانا، بوروندی
روتانا (به سواحیلی: Rutana) شهری در استان روتانا واقع در کشور بوروندی است که در سال ۱۹۹۰ میلادی ۱٫۹۴۴ نفر جمعیت داشته و جمعیت آن در سال ۲۰۰۵ میلادی به ۲۰٫۸۹۳ نفر رسیده‌است.